# Степной (Орловская область)
Степной — посёлок в Залегощенском районе Орловской области России. Входит в состав Моховского сельского поселения.

## География
Посёлок находится в центральной части Орловской области, в лесостепной зоне, в пределах центральной части Среднерусской возвышенности, при автодороге 54К-266, на расстоянии примерно 21 километра (по прямой) к западу-северо-западу (WNW) от посёлка городского типа Залегощь, административного центра района. Абсолютная высота — 237 метров над уровнем моря.
Часовой пояс
Посёлок Степной, как и вся Орловская область, находится в часовой зоне МСК (московское время). Смещение применяемого времени относительно UTC составляет +3:00.

## Население
| 2010 |
| ---- |
| 62   |

Половой состав
По данным Всероссийской переписи населения 2010 года в гендерной структуре населения мужчины составляли 46,8 %, женщины — соответственно 53,2 %.
Национальный состав
Согласно результатам переписи 2002 года, в национальной структуре населения русские составляли 97 % из 70 чел.